# It Never Entered My Mind
It Never Entered My Mind est une chanson composée par Richard Rodgers avec des paroles de Lorenz Hart pour la comédie musicale Higher and Higher (1930). C’est également un standard de jazz (repris entre autres par Franck Sinatra, Peggy Lee, Ella Fitzgerald, Stan Getz, Chet Baker, Miles Davis).